# Manifest (seriál)
Manifest je americký dramatický televizní seriál vysílaný v letech 2018–2023, jehož tvůrcem je Jeff Rake. Pilotní díl seriálu měl premiéru 24. září 2018. V hlavních rolích se představili Melissa Roxburgh, Josh Dallas, Athena Karkanis, J. R. Ramirez, Luna Blaise, Jack Messina, Parveen Kaur, Matt Long, Holly Taylor, Daryl Edwards a Ty Doran.
V říjnu 2018 stanice NBC objednala další, dodatečné, epizody pro první sérii a následně seriál obnovila i pro sérii druhou a třetí, přičemž druhá se vysílala v roce 2020 a třetí v roce 2021. V červnu 2021 byl seriál stanicí NBC zrušen, ale krátce předtím, než byla zrušen, byl seriál přidán na platformu Netflix, kde se dostal na první místo žebříčku sledovanosti, což přesvědčilo Netflix, aby obnovil Manifest pro čtvrtou, finální, sezónu sestávající z dvaceti epizod, rozdělenou na dvě části, přičemž první část měla premiéru 4. listopadu 2022 a část druhá 2. června 2023.

## Příběh
Let Montego Air 828, při letu z Jamajky do New Yorku, zažije chvilku extrémně silných turbulencí. Poté, co přistanou na Stewartově mezinárodním letišti v Newburghu ve státě New York, poté co byli nečekaně odkloněni, se 191 cestujících a posádka letadla dozví od zástupce ředitele NSA Roberta Vance, že zatímco byli ve vzduchu uplynulo více než pět a půl roku. Když se pasažéři vracejí do společnosti, začínají čelit skutečnosti, že jejich životy, a jejich blízcí, nejsou stejní, jako byli. Zároveň začínají pasažéři slýchávat hlasy a vidět vize představující události, které teprve nastanou, což později označují jako „volání“.

## Obsazení

### Hlavní role
- Melissa Roxburgh jako Michaela „Mick“ Stone, detektivka pracující v 129. okrsku NYPD a Benova sestra, jedna z pasažérek letadla
- Josh Dallas jako Ben Stone, bratr Michaely a profesor matematiky, pasažér letu 828
- Athena Karkanis jako Grace Stone (1.–3. série; hostující ve 4.), Benova manželka
- J. R. Ramirez jako detektiv Jared Vasquez, detektiv, později poručík, pracující s Michaelou a její ex-snoubenec
- Luna Blaise jako Olive Stone, dcera Bena a Grace, Calova sestra
- Jack Messina jako Cal Stone, syn Bena a Grace, bratr Olive, jeden z pasažérů letu 828
- Parveen Kaur jako Saanvi Bahl, doktorka a výzkumnice, pasažérka letu 828, později byla součástí výzkumného týmu Eureka
- Matt Long jako Zeke Landon (vedlejší v 1. sérii, hlavní od 2.), turista, který byl uvězněn v jeskyni během vichřice na rok, ale vrátil se zpět, podobně jako pasažéři letu 828
- Holly Taylor jako Angelina Meyer (3. a 4. série), pasažérka letu 828, kterou drželi po přistání v zajetí fanatičtí rodiče, později bydlela se Stoneovými
- Daryl Edwards jako Robert Vance (vedlejší v 1.–3. sérii, hlavní ve 4.), bývalý zástupce ředitele NSA, který ale předstíral následně pracoval na vlastní pěst v utajení, později vedoucí výzkumného týmu Eureka

### Vedlejší role

#### 1. série
- Frank Deal jako Bill Daly (i v 3. a 4. sérii), pilot letu 828
- Alfredo Narciso jako kapitán Riojas, policejní kapitán
- Mugga jako Bethany Collins, letuška z letu číslo 828
- Julienne Hanzelka Kim jako Kelly Taylor (i v 3. sérii), pasažérka letu 828, později zabita
- Malachy Cleary jako Steve Stone, otec Bena a Michaely (i v 2. a 4. sérii)
- Geraldine Leer jako Kren Stone, matka Benova a Michaely (i v 2. sérii)
- Omar Torres II jako Tony Diaz, policista na 129. okrsku NYPD
- Victoria Cartagena jako Lourdes, nejlepší kamarádka Michaely a později ex-manželka Jareda
- Tim Moriarty jako Tim Powell (i v 3. sérii), zástupce ředitele NSA
- Olli Haaskivi jako Isaiah (i v 2. sérii), člen církve Navrácených
- Adriane Lenox jako Beverly, matka Evie, která později trpí demencí
- Daniel Sunjata jako Danny (i v 2. sérii), přítel Grace, se kterým žila po zmizení Bena
- Francesca Faridany jako Fiona Clarke (i v 4. sérii), vědkyně, pasažérka letu 828
- Nikolai Tsankov jako Marko Valeriev (i v 4. sérii), bulharský pasažér letu 828, pacient v projektu Singularity a UDS
- Shirley Rumierk jako Autumn Cox, pasažérka letu, pacientka projektu Singularity
- Jared Grimes jako Adrian Shannon (i v 4. sérii), pasažér letu 828, zakladatel církve Navrácených
- Elizabeth Marvel jako Kathryn Fitz / The Major (i v 2. sérii), majorka americké armády, která chtěla využít volání jako zbraně
- Brandon Schraml jako ředitel Jansen, podřízený Kathryn Fitzové
- Maryann Plunkett jako Priscilla Landon (i v 2. sérii), Zekeova matka
- Ed Herbstman jako Troy Davis (i v 2–4. sérii), laboratorní technik spolupracující se Saanvi, později i technik v projektu Eureka

#### 2. série
- Andrene Ward-Hammond jako kapitán Kate Bowers (i v 3. sérii), policejní kapitán nahrazující Riojase
- Brendan Burke jako Emmett (i v 3. a 4. sérii), Vanceův kamarád
- Ellen Tamaki jako Drea Mikami (i v 3.  a 4. sérii), nová kolegyně Michaely v NYPD
- Garrett Wareing jako TJ Morrison (i v 4. sérii), student univerzity, pozdější přítel Olive
- Leah Gibson jako Tamara, barmanka, jejíž bratr je X-er
- Carl Lundstedt jako Billy, bratr Tamary, X-er
- Maury Ginsberg jako Simon White, profesor, který je tajným velitelem frakce X-erů
- James McMenamin jako Jace Baylor (i v 3. sérii), drogový dealer, který unese Cala jako pomstu Michaele za to, že ho dostala do vězení
- Devin Harjes jako Pete Baylor (i v 3. sérii), bratr Jacee, později se spřátelí s Angelinou, ale zemře
- DazMann Still jako Kory Jephers (i v 3. sérii), společník Jacee, řidič autobusu

#### 3. série
- Lauren Norvelle jako Sarah Fitz, dcera Kathryn Fitzové, která randí s Jaredem
- Warner Miller jako Tarik, nevlastní bratr Grace
- Will Peltz jako Levi, archeolog
- Mahira Kakkar jako Aria Gupta (i v 4. sérii), vedoucí vědkyně projektu Eureka
- Ali Lopez-Sohaili jako Eagan Tehrani (i v 4. sérii), pasažér letu 828, který má fotografickou paměť, ale nesouhlasí s Benovým vedením pasažérů letu

#### 4. série
- Brianna Riccio a Gianna Riccio jako Eden Stone, dcera Bena a Grace, mladší sestra Cala a Olive

## Seznam dílů
| Řada | Díly | Premiéra v USA    | Premiéra v USA | Stanice v USA |
| Řada | Díly | První díl         | Poslední díl   | Stanice v USA |
| ---- | ---- | ----------------- | -------------- | ------------- |
| 1    | 16   | 24. září 2018     | 18. února 2019 | NBC           |
| 2    | 13   | 6. ledna 2020     | 6. dubna 2020  | NBC           |
| 3    | 13   | 1. dubna 2021     | 6. října 2021  | NBC           |
| 4    | 20   | 4. listopadu 2022 | 2. června 2023 | Netflix       |

## Produkce

### Produkce
23. srpna 2017 dala stanice NBC do produkce pilotní díl seriálu. Ten napsal Jeff Rake, který měl také zároveň sloužit jako vedoucí producent po boku Roberta Zemeckise a Jacka Rapkeho, přičemž pilotní díl zastřešovaly produkční společnosti Compari Entertainment a Warner Bros. Television Studios. V lednu 2018 vydala NBC oficiální objednávku pilotní dílu s tím, že jej bude reřírovat David Frankel. V květnu 2018 zadala stanice NBC do produkce sérii třinácti epizod s premiérou ve třetím čtvrtletí roku 2018. 19. června 2018 byla tato premiéra stanovena na 24. září 2018. 18. října 2018 si NBC objednala další tři epizody seriálu, čímž se celkový počet dílů v 1. sérii zvýšil na šestnáct.
15. dubna 2019 obnovila stanice NBC seriál pro druhou sérii, která měla premiéru 6. ledna 2020 a 15. června 2020 NBC obnovila seriál také pro třetí sérii, která měla premiéru 1. dubna 2021. Po zrušení a následném obnovení seriálu Netflixem, měla první část čtvrté řady premiéru 4. listopadu 2022 a část druhá 2. června 2023.

### Obsazení
V únoru 2018 byli do hlavního obsazení pilotní dílu obsazeni Josh Dallas, Melissa Roxburgh a J. R. Ramirez. Athena Karkanis, Parveen Kaur a Luna Blaise byly obsazeny do hlavních rolí následující měsíc. V srpnu 2019 byli Yasha Jackson, Garrett Wareing, Andrene Ward-Hammond a Ellen Tamaki obsazeni do pravidelných rolí pro druhou sérii a v říjnu 2019 byli ještě obsazeni Leah Gibson a Carl Lundstedt. 22. září 2020 byla Holly Taylorová obsazena do třetí série a o měsíc později, 22. října 2020, byl Will Peltz obsazen taktéž do role v třetí sérii.

### Obnovení seriálu

#### Zrušení
14. června 2021 stanice NBC seriál po třech sériích zrušila. Vzhledem k tomu, že cliffhanger je ve 3. sérii seriálu, a vzhledem k tomu, že tvůrce Jeff Rake původně prodal Manifest NBC s plánem na šest sérií, Rake a další producenti doufali, že sérii převezme jiná platforma. Jednou z možností byl Netflix, kde první dvě sezóny Manifestu debutovaly na třetím místě a rychle se dostaly až na nejsledovanější pořad na Netflixu. 21. června 2021 studio Warner Bros. oznámilo, že jednání s Netflixem byla neúspěšná a že již nebudou hledat novou platformu pro seriál.

#### Obnovení
30. června 2021 magazín Entertainment Weekly oznámil, že Rake nyní hledá platformu, která by financovala dvouhodinový film Manifest, jehož obsahem by byly zbývající tři řady ve zkrácené podobě. Následující měsíc však bylo oznámeno, že diskuse mezi Warner Bros. Television a NBC byly obnoveny ohledně obnovení seriálu pro potenciální čtvrtou sezónu, přičemž se o obnovení zajímal i Netflix. 28. srpna 2021 Netflix oficiálně obnovil Manifest pro čtvrtou a zároveň poslední sezónu, která se skládá z 20 epizod, rozdělených do dvou částí. V hlavních rolích čtvrté série se objevili hlavní postavy z předchozích sérií, přičemž Daryl Edward, který ztvárnil Roberta Vance byl ve čtvrté sérii povýšen na hlavní postavu.

## Ocenění
| Rok  | Ocenění       | Kategorie                                                  | Nominace | Výsledek |
| ---- | ------------- | ---------------------------------------------------------- | -------- | -------- |
| 2019 | Cena Saturn   | Nejlepší televizní sci-fi seriál                           | Manifest | nominace |
| 2019 | Imagen Awards | Nejlepší seriál v hlavním vysílacím čase v kategorii drama | Manifest | nominace |